# Pseudopotamilla latisetosa
Pseudopotamilla latisetosa är en ringmaskart som först beskrevs av Grube 1840. Pseudopotamilla latisetosa ingår i släktet Pseudopotamilla, och familjen Sabellidae. Inga underarter finns listade i Catalogue of Life.